# Élections municipales gabonaises de 2018
Les élections municipales gabonaises de 2018 se tiennent le 6 octobre 2018, en même temps que les élections législatives et les élections départementales.
Les résultats officiels sont proclamés le 10 janvier 2019